# Яне Богатинов
Ангел (Яне, Янко) Иванов Богатинов, наричан Драмски и Яворов, е български революционер, деец на Вътрешната македоно-одринска революционна организация.

## Биография
Богатинов е роден през 1885 в драмското село Плевня, тогава в Османската империя, днес Петруса, Гърция. Завършва ІІІ клас. Присъединява се към ВМОРО и става близък съратник на Яне Сандански. Делегат е от Серския революционен район на Серския конгрес от юли-август 1905 година. През октомври 1907 година на Втория драмски околийски конгрес, Богатинов е избран за председател на Драмския околийски революционен комитет и за делегат на Серския окръжен конгрес.
След Младотурската революция в 1908 година се легализира и работи като книжар в Драма. Участва в похода към Цариград. Арестуван е при обезоръжителната акция в Драма на 5 август 1910.
При избухването на Балканската война в 1912 година е доброволец в Македоно-одринско опълчение и е подвойвода на Драмската чета на Тодор Паница. Паница го изпраща да действа в северните драмски села и да подготви влизането в тях на българската армия. По-късно служи в 4 рота на 13 кукушка дружина. Участва в Първата световна война. Награден е с орден „За храброст“, IV степен.
След войната Богатинов се присъединява към Македонската федеративна организация. При така наречената Неврокопска акция на ВМРО, в която по-голямата част от федералистите са заловени и на практика дейността им е неутрализирана, Богатинов успява да избяга заедно с Паница и по-късно става негов телохранител. Като такъв е ранен на 8 май 1925 година във Виена от Менча Кърничева при убийството на Паница.
Раненият Яне Богатинов след излизането от виенската болница се установява в Цариград.
На 2 февруари 1926 година Богатинов и Васил Манолев подписват декларация, с която остатъците от Сярската група се вливат във ВМРО (обединена). Двамата заявяват, че приемат всички идейни принципи от устава и декларациите на организацията и отхвърлят подозренията, че са във връза с федералистите около „Македонско съзнание“ и Кочо Хаджириндов и Коста Терзиев, откровени сръбски оръдия. Като се придържат към решенията на Учредителната конференция на ВМРО (обединена), серчани официално упълномощават като свой представител в Централния комитет Димитър Арнаудов. По-късно се присъединява към крилото на Михаил Герджиков и се установява в Цариград.
През 40-те години живее в Белица.
Публикува свои спомени във вестник „Доброволец" през 1945 година.